# Lars Friedrich
Lars Friedrich (* 23. April 1985 in Cuxhaven) ist ein deutscher Handballspieler. Seine Körperlänge beträgt 1,94 m. Friedrich, derzeit beim HBW Balingen-Weilstetten in der 2. Mannschaft, wird meist im rechten Rückraum eingesetzt.

## Karriere
Lars Friedrich begann beim TSV Altenwalde mit dem Handballspiel. Über die HSG Geestemünde gelangte er 2003 zum Regionalligisten TSV Bremervörde. Durch gute Leistungen empfahl er sich für höhere Aufgaben; zur Saison 2005/2006 wurde er von der SG Solingen unter Vertrag genommen, wo er in der 2. Handball-Bundesliga Süd debütierte. Als sein Verein im Sommer 2006 mit dem LTV Wuppertal zum Bergischen Handball-Club 06 fusionierte, wurde Friedrichs Vertrag zwar verlängert; er erhielt in der folgenden Saison jedoch nur wenige Einsatzzeiten und wurde 2007 schließlich aussortiert. Daraufhin schloss er sich dem Nordzweitligisten SG Achim/Baden an. Bei den Niedersachsen wusste Friedrich zu überzeugen und avancierte mit 257 Treffern zum besten Torschützen seines Teams und fünftbesten Torjäger der Liga; trotzdem geriet sein Verein in finanzielle Schwierigkeiten, was den Zwangsabstieg in die Oberliga zur Folge hatte. Friedrich unterschrieb einen Vertrag beim TuS Nettelstedt-Lübbecke, der gerade aus der Bundesliga abgestiegen war. Mit dem TuS gelang ihm der umgehende Wiederaufstieg in die Bundesliga. Am 12. Oktober 2009 einigten sich Friedrich und Nettelstedt-Lübbecke, den Vertrag aufzulösen. Zwei Tage später verpflichtete ihn die TSV Hannover-Burgdorf. Im Sommer 2010 schloss er sich der HSG Wetzlar an. Nach zwei Spielzeiten mit Wetzlar in der Bundesliga wechselte Friedrich im Sommer 2012 zum damaligen Zweitligisten TV Bittenfeld. Am Ende der Saison 2014/15 stieg er mit dem TVB in die Bundesliga auf. In der Saison 2015/16 spielte Friedrich mit dem nun unter dem Namen TVB 1898 Stuttgart antretenden Verein in der Bundesliga. Am 1. Juli 2016 schloss sich Friedrich dem HBW Balingen-Weilstetten an. Zur Saison 2019/20 wechselte er in die 2. Mannschaft des HBW Balingen-Weilstetten.